# Алик, Алик
Алик Л. Алик (англ. Alik L. Alik, 26 января 1953, Косраэ) — дипломат и политик, вице-президент Федеративных Штатов Микронезии.
Окончив школу в Микронезии, Алик получил высшее образование в Международном университете на Гавайях и Колледже Грейсланд в Айове. Вернувшись на родину, он работал в Высшей школе Косраэ, с 1982 года был на службе в Департаменте международных отношений Микронезии.
С 1989 по 1998 годы Алик был послом Микронезии на Фиджи (одновременно имел статус посла в Израиле и нескольких государствах Океании), с 1998 по 2003 годы — послом в Японии.
В 2003 году Алик был избран депутатом Конгресса ФШМ 13 созыва от штата Косраэ, в Конгрессе был председателем Комитета по ресурсам и развитию. В Конгрессе 14 созыва стал председателем Комитета по международным отношениям.
11 мая 2007 года Алик Л. Алик стал вице-президентом Федеративных Штатов Микронезии при президенте Мэнни Мори.

## Семья
Жена Шра Лоно, двое детей.